# Cosolapa
Cosolapa är en ort i Mexiko.   Den ligger i kommunen Cosolapa och delstaten Oaxaca, i den sydöstra delen av landet, 270 km öster om huvudstaden Mexico City. Cosolapa ligger 220 meter över havet och antalet invånare är 8 320.
Orten är sammanvuxen med Tezonapa i delstaten Veracruz.
Terrängen runt Cosolapa är varierad. Runt Cosolapa är det ganska tätbefolkat, med 100 invånare per kvadratkilometer. Cosolapa är det största samhället i trakten. Trakten runt Cosolapa består till största delen av jordbruksmark.